# Valeriana cumbemayensis
Valeriana cumbemayensis är en kaprifolväxtart som beskrevs av B. Eriksen. Valeriana cumbemayensis ingår i släktet vänderötter, och familjen kaprifolväxter. Inga underarter finns listade i Catalogue of Life.